# Francisco Zapata
Pour les articles homonymes, voir Zapata.
Francisco Javier « Paco » Zapata Pelayo, né le 7 février 1966, à Saragosse, en Espagne, est un ancien joueur espagnol de basket-ball. Il évolue durant sa carrière au poste de pivot.

## Palmarès
- Finaliste des Jeux méditerranéens de 1987
- Coupe d'Espagne 1984, 1990